# Joana d'Urgell

Escut d'Armes de Joana d'Urgell

Joana d'Urgell (Sixena, 1415 - Falset, 1452 o vers 1455), fou infanta d'Urgell i comtessa consort de Foix, Bearn i Bigorra (1435-1436).

## Orígens familiars
Filla tercera de Jaume II d'Urgell i la seva esposa Isabel d'Aragó. Era neta per part de mare del rei d'Aragó Pere el Cerimoniós.

## Núpcies
Fruit de les relacions iniciades entre el rei d'Aragó, Alfons el Magnànim, i Yeshaq I, fill del Bahr negus d'Etiopia, el 1427 es va proposar el matrimoni de Joana d'Urgell amb el mateix Yeshaq, un acord que no s'efectuà.
Es casà el 1435 amb el comte Joan I de Foix. D'aquesta unió no hi hagué descendents per la prematura mort del comte de Foix al cap d'uns mesos del casament.
Es casà en segones núpcies el 1445 amb Joan Ramon Folc III de Cardona, comte de Cardona i comte de Prades. Van tenir tres fills: 
- Jaume de Cardona
- Joan Ramon Folc IV de Cardona, hereu; comte de Cardona i comte de Prades
- Caterina de Cardona